# Morpho sarareus
Morpho sarareus är en fjärilsart som beskrevs av Le Cerf 1925. Morpho sarareus ingår i släktet Morpho och familjen praktfjärilar. Inga underarter finns listade i Catalogue of Life.